# Chiesa di San Domenico (Ancona)
La chiesa di San Domenico di Ancona si trova in Piazza del Papa, piazza principale del rione di San Pietro ed una delle quattro piazze principali della città. Occupa con la sua facciata uno dei due lati corti della piazza, alla sommità di una scalinata.

## Storia
L'attuale chiesa fu progettata da Carlo Marchionni nel 1763; la prima pietra fu posta nel 1771. Per la sua costruzione viene demolita la preesistente chiesa omonima, del XIII secolo, che sorgeva più a sinistra rispetto all'attuale facciata. Con l'occupazione francese e l'avvento della Repubblica Anconitana, la chiesa, di cui non era stata ancora completata la facciata, venne nel 1798 adibita a caserma; la parte superiore del prospetto principale rimase perciò incompiuta. Fu riaperta al culto nel 1816, con la Restaurazione.
In seguito al terremoto del 1930, la parte superiore della facciata venne alterata dall'inserimento di strutture in cemento armato, e di un rivestimento in mattoni a riseghe per riparare ai danni. Durante i bombardamenti della Seconda guerra mondiale la chiesa venne nuovamente danneggiata e la copertura crollò in alcune zone. La venerata immagine dell'Incoronata, proveniente dalla chiesa precedente e già collocata in una cappella laterale, venne distrutta, come due statue di santi domenicani di Gioacchino Varlè e alcuni dipinti, tra cui uno di Andrea Lilli: Santo Stefano. Nel dopoguerra la chiesa venne restaurata e le statue e i dipinti distrutti furono sostituiti da altri; fu riaperta al culto nel 1948.

## Caratteristiche e architettura

### Esterno

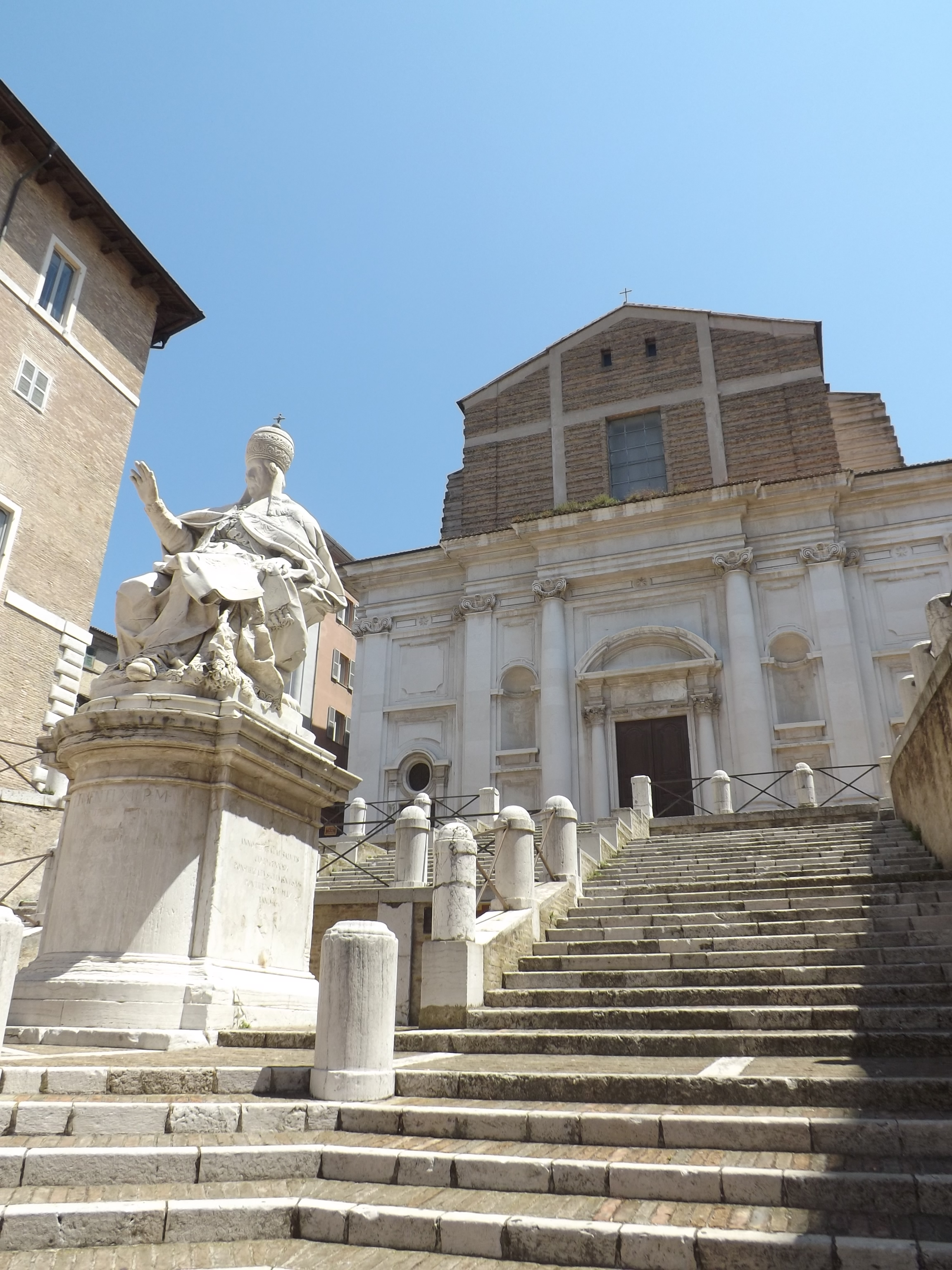
Il prospetto su Piazza del Plebiscito

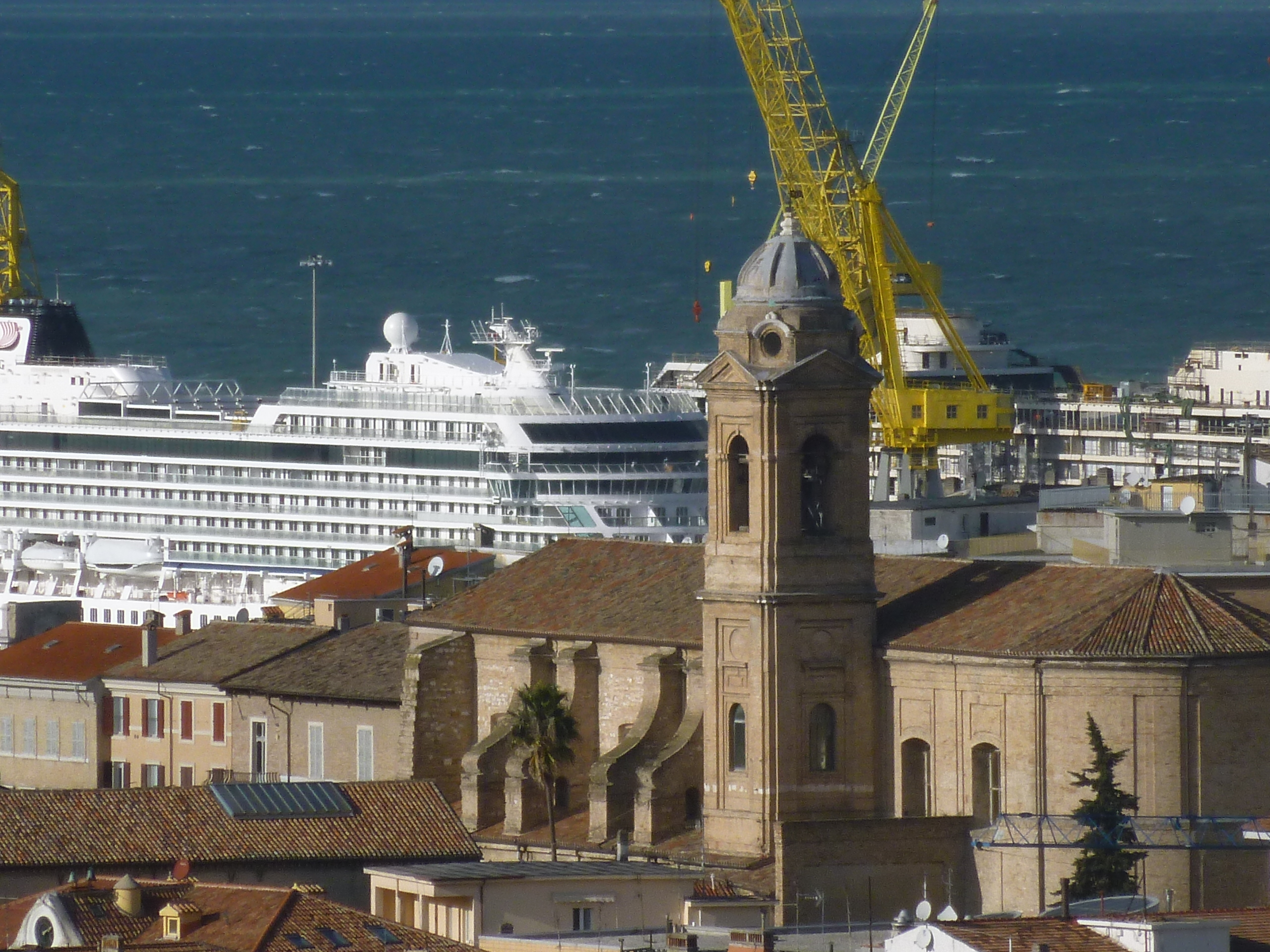
La chiesa e il campanile con lo sfondo del porto

Nella magnifica facciata in pietra d'Istria, a cinque campiture e a doppio ordine, di cui venne purtroppo portato a termine solo il primo, lesene e una coppia di semicolonne Ioniche - caratterizzate da una forte rastremazione e capitelli poggiati su astragalo e filetto, ornati da festoni, un minuscolo stemma recante una stella a otto punte - si ergono su piedistalli di forma quasi cubica, sintetici nelle loro modanature: nelle basi e nelle cimase sono infatti presenti solamente cavetto, listello e corona.
La composizione del prospetto, tutto un gioco di contrasti, distacca le campiture laterali dalla porzione centrale mediante controlesene infossate nella facciata, quasi a creare un vuoto; viceversa, ai lati dell’edificio le controlesene emergono creando solide angolature. Nell’interasse mediano, il grande portale inquadrato da colonne corinzie – anch’esse fortemente gonfiate dall’entasis – presenta un sottile architrave nel quale, occupando un’elevazione sommitale, è ospitata una conchiglia che sembra quasi volersi espandere sulla sua superficie. Una targa, posta sopra l’architrave del portale, è sorretta simmetricamente da otto gocce; la sormonta la pesante trabeazione delle colonne corinzie, dal timpano curvilineo e spezzato.
Una sequenza di gola rovescia, listello, corona, listello e gola rovescia – prosecuzione di alcuni degli elementi della cornice del portale – taglia orizzontalmente a metà altezza la facciata, individuando le modanature che fungono da base della calotta delle nicchie ospitate nelle campiture laterali al portale e i riquadri delle specchiature, decisamente sagomate e dalle forme spigolose.
I portali laterali, di chiara ascendenza borrominesca, sono sormontati da oculi; mensole lisce sono rette da morbide conchiglie, mentre i fregi sono sostituiti nuovamente da mensole con gocce dalla forma squadrata. Gli architravi, insieme alle cornici, seguono nervosamente la profilatura degli oculi: viene così a crearsi un amalgama di forme di notevole brio. Similmente alle modanature della cornice del portale, parte degli elementi dell’architrave e della cornice dei portali laterali proseguono nelle campiture adiacenti, fungendo da piedistalli per eventuali statue da collocarsi nelle nicchie.
Lo svettante campanile in mattoni, a pianta quadrangolare e dalle facciate tagliate da semplici lesene e stretti archi con chiave di volta, è situato a destra della facciata e ne viene parzialmente coperto. I quattro timpani triangolari ed il caratteristico tamburo che sovrasta la cella campanaria presenta forme ottagonali e l’aprirsi sulle diagonali di deliziosi oculi danno vita ad un'interessantissima combinazione. Il cupolino, costruito attraverso l’incastro di più blocchi in pietra d’Istria, è percorso da quattro possenti coppie di nervature, ottenute intaccando con profonde specchiature la bianca superficie. Sulla cima del campanile, un piccolo piedistallo panciuto reca una croce trilobata in ferro.

### Interno

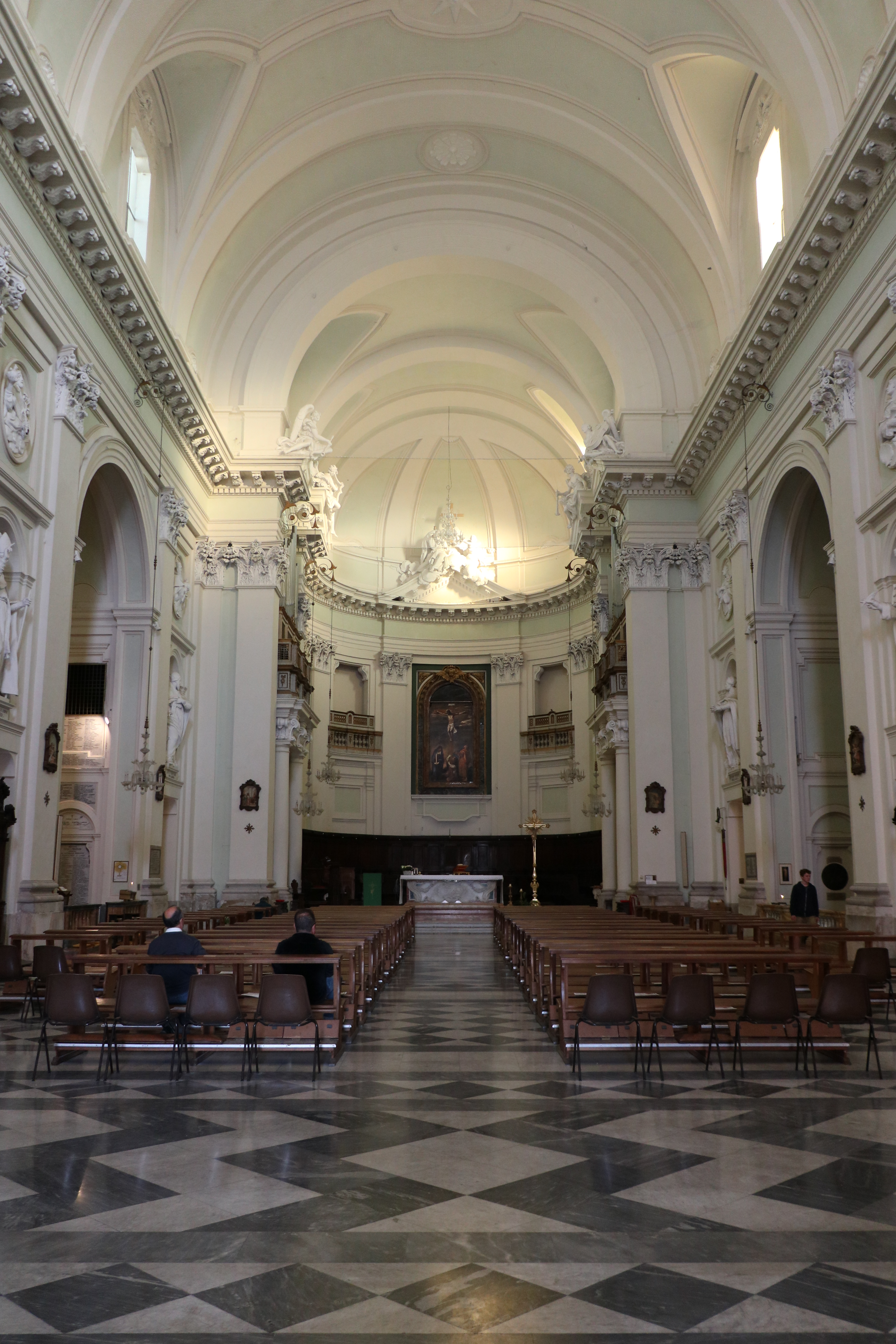
Interno

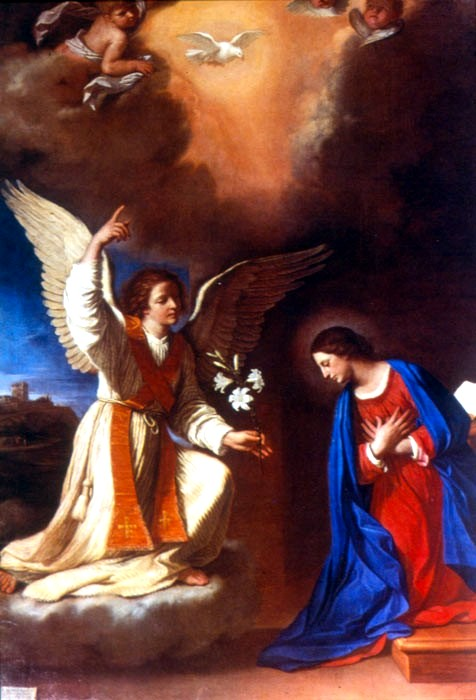
Annunciazione, Guercino

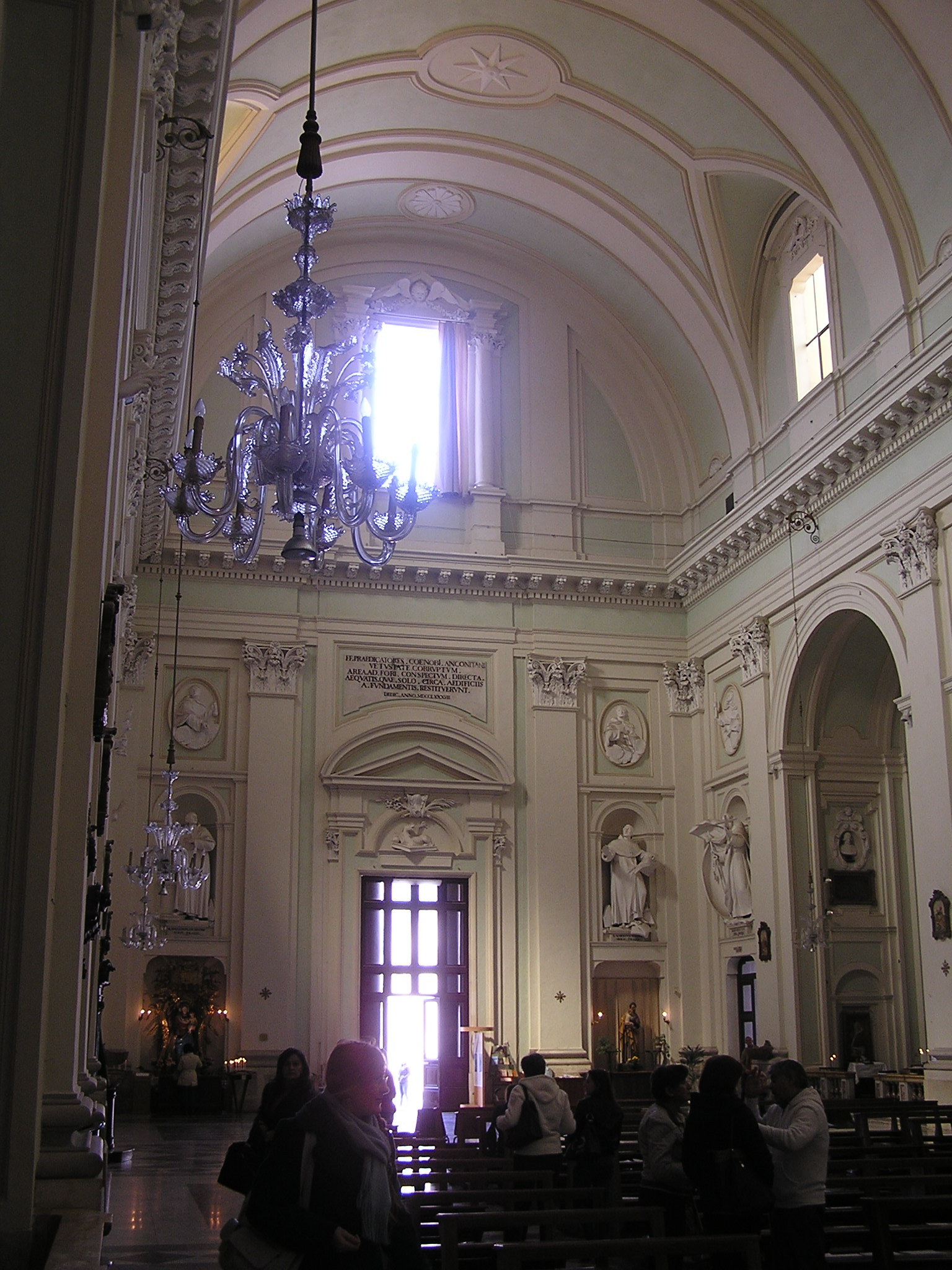
Controfacciata

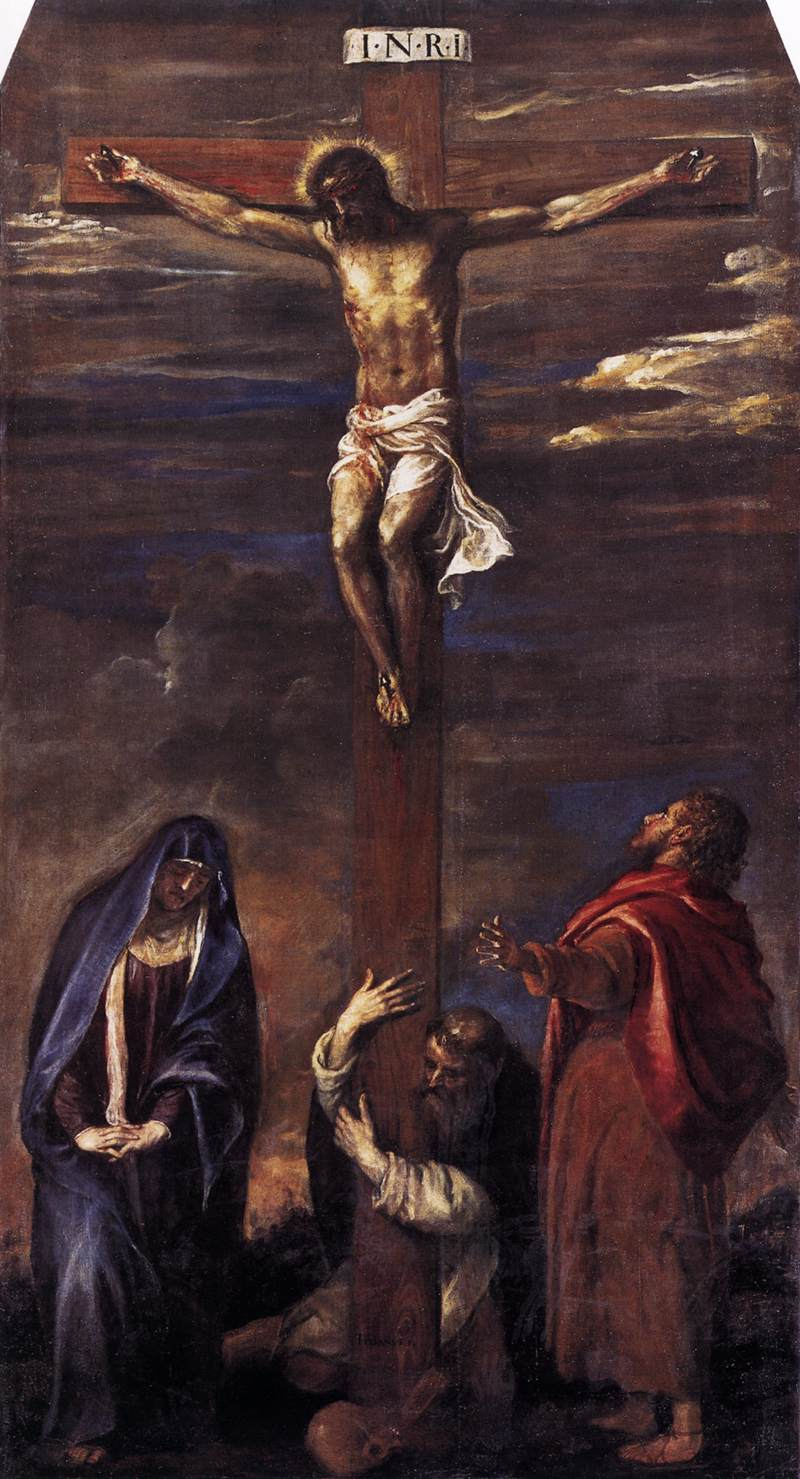
Crocifissione, Tiziano

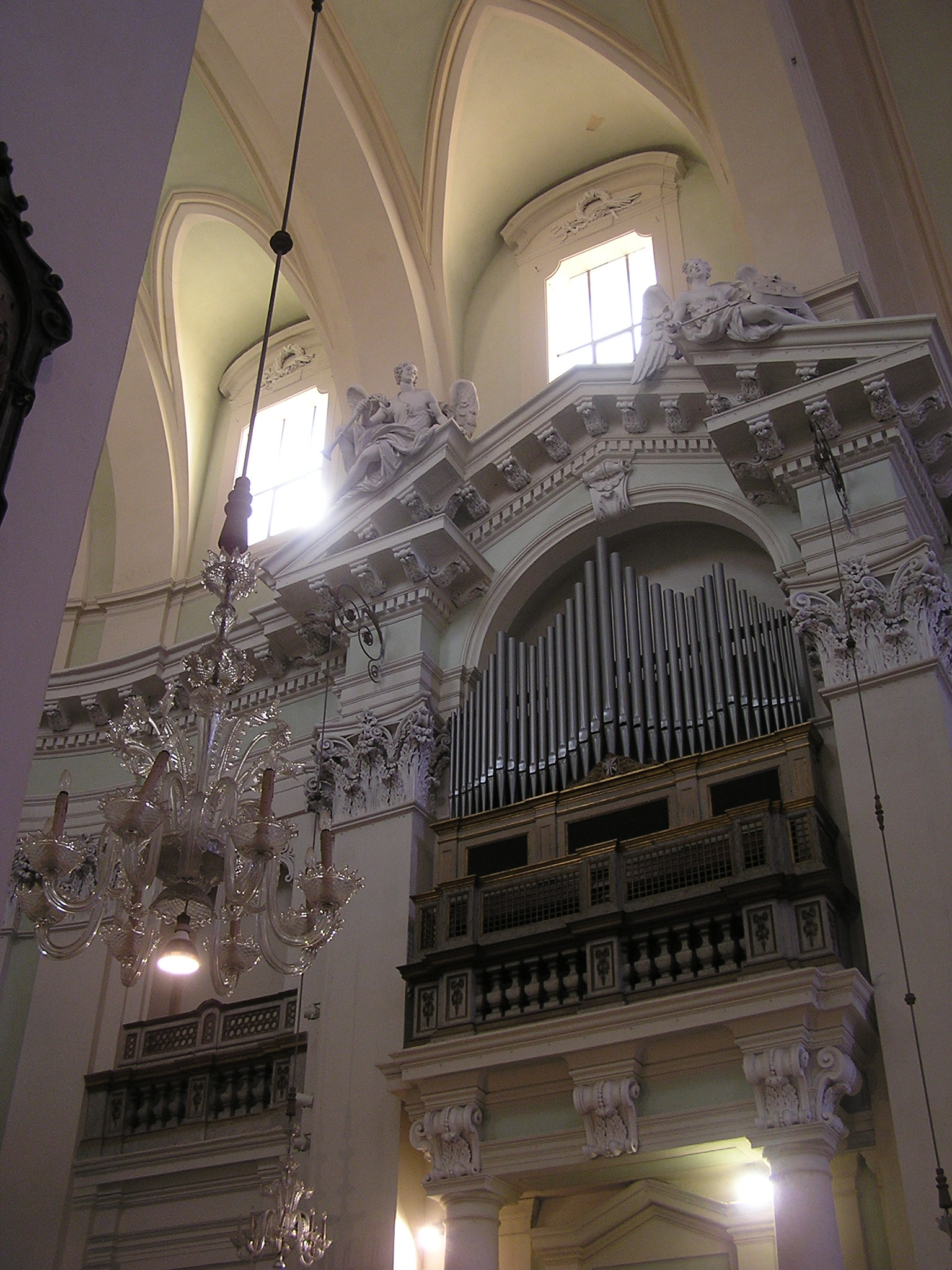
Organo

L'interno, di imponenti dimensioni, a navata unica e con volta a botte lunettata, conserva importanti dipinti, tra i quali spiccano due capolavori: l'Annunciazione del Guercino e la Crocifissione del Tiziano. La chiesa è ricca di sculture di Gioacchino Varlè.
Gli scultori Mentore Maltoni e Vittorio Morelli si occuparono di ripristinare gli elementi decorativi della chiesa danneggiati dai bombardamenti della Seconda guerra mondiale. 
- Prima cappella sinistra
Annunciazione, dipinto del Guercino
- Seconda cappella sinistra
Madonna del Rosario, gruppo scultoreo di Gioacchino Varlè
- Terza cappella sinistra - cappella votiva per i Caduti della Prima Guerra Mondiale
Pietà, gruppo marmoreo dello scultore contemporaneo Sanzio Blasi (1895-1972)
L'architettura della cappella (1946), riprogettata dopo i danni bellici, è di Eusebio Petetti (1882-1957). I marmi usati son il repen e il bardiglio[2].
- Abside
Crocifissione di Tiziano (1558), capolavoro dell'ultimo periodo dell'artista cadorino, dipinto per la precedente chiesa di San Domenico, in cui era collocato molto più in basso rispetto alla posizione attuale. Attualmente il dipinto è esposto presso la Pinacoteca civica Francesco Podesti, anche per permetterne una più agevole fruizione visiva.
Angeli musicanti, quattro statue di Gioacchino Varlè posizionate sopra al cornicione, in corrispondenza delle cantorie, come se fossero appoggiate ad esso
Gloria, gruppo scultoreo di Gioacchino Varlè posto sopra alla pala d'altare.
- Prima cappella destra
San Vincenzo Ferreri appare ad una fanciulla da lui resuscitata, dipinto di Filippo Conti[3]
Santa Gemma Galgani e San Gabriele dell'Addolorata; i due dipinti si trovano uno di fronte all'altro, nelle pareti laterali. La loro posizione affrontata è dovuta al fatto che alla Santa, nei suoi momenti di preghiera, appariva San Gabriele. Gli autori, novecenteschi,  sono i pittori gemelli Giuseppe Ciani (S. Gemma) e Claudio Ciani (S. Gabriele), come risulta dalle firme apposte sui dipinti.
- Seconda cappella destra
San Pietro martire, dipinto di Filippo Conti[3]
- Terza cappella destra - del Sacro Cuore
Sacro Cuore di Gesù, dipinto del pittore contemporaneo Pietro Milzani (1916-1971)
Sant'Anna e la Vergine Maria, sulla parete destra, dipinto del pittore contemporaneo Raoul Petetti (1926-2012)
Il mio Regno non è di questo mondo, bassorilievo dello scultore contemporaneo Filandro Castellani (1887-1942)

La ricca decorazione architettonica della cappella, con due colonne tortili che incorniciano la pala d'altare, è secondo alcune fonti proveniente dalla chiesa di Sant'Agostino, secondo altre dall'altare maggiore di quella di San Francesco ad Alto.
- Statue sulle pareti

Originariamente erano presenti dieci statue di Gioacchino Varlè (quattro su ciascuna parete laterale e due sulla controfacciata), poi, dopo i danni bellici, due andarono distrutte e sostituite da altre, scolpite da Vittorio Morelli e Mentore Maltoni:
Sant'Alberto Magno, San Raimondo, San Giacinto, San Pio V, San Benedetto XI, San Ludovico, Beato Telmo, Beato Agostino, Simbolo dei Domenicani, (quest'ultimo nella contro-facciata) di Gioacchino Varlè;
San Tommaso d'Aquino, di Vittorio Morelli;
Sant'Antonino, di Mentore Maltoni.

#### Galleria di opere d'arte

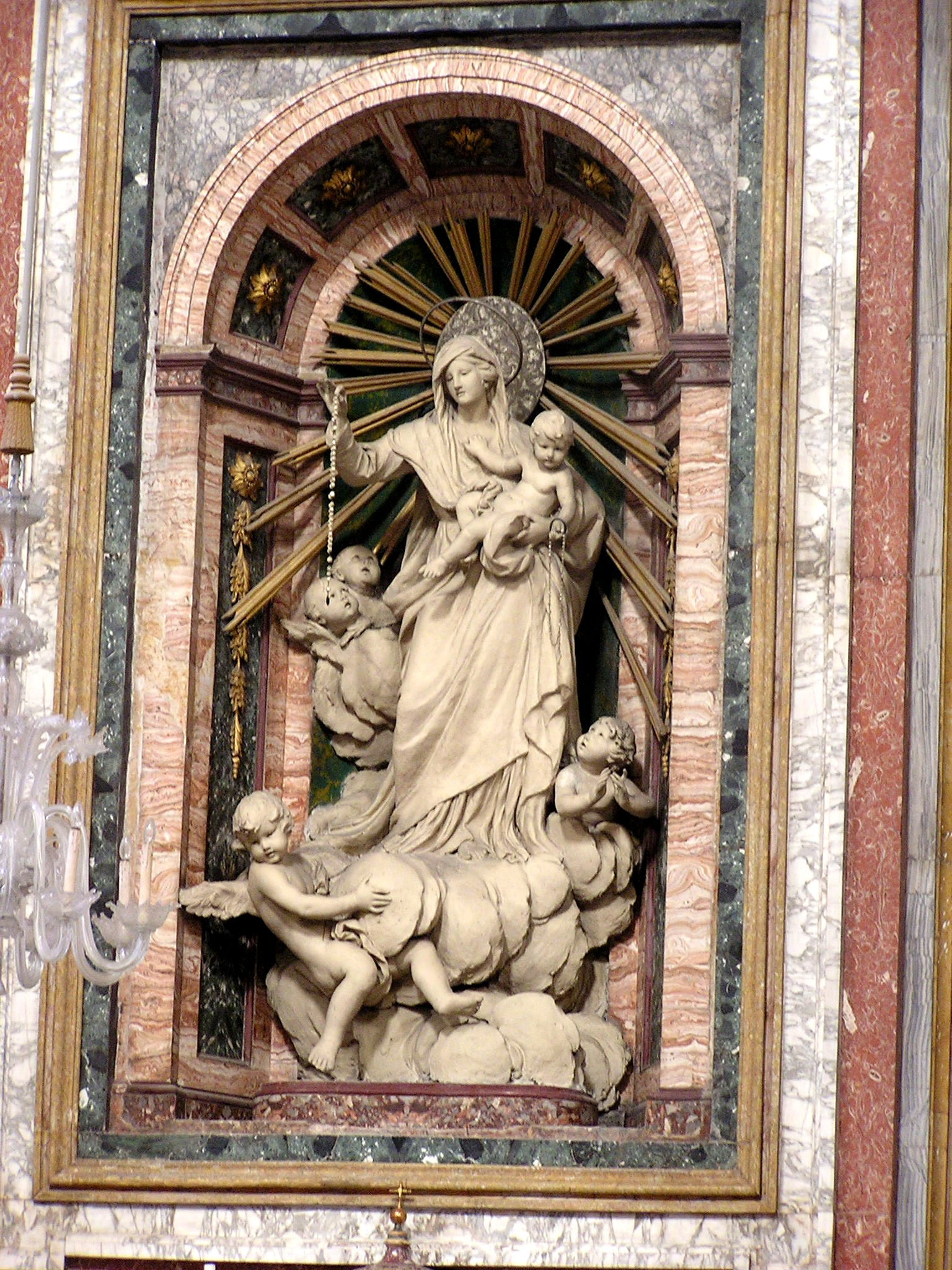
Vergine del Rosario, di Gioacchino Varlè
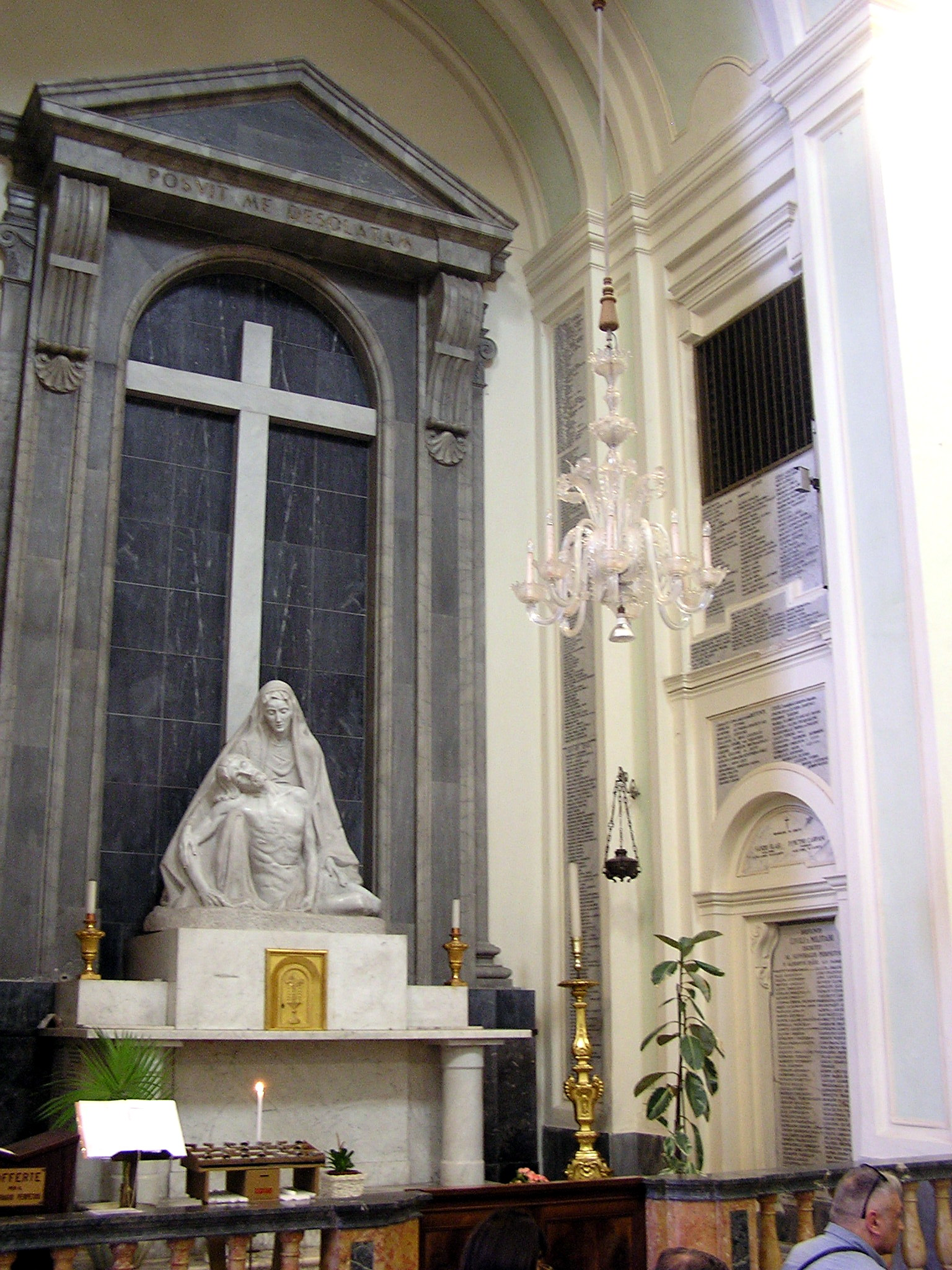
Cappella dei Caduti, di Eusebio Petetti, con Pietà di Sanzio Blasi
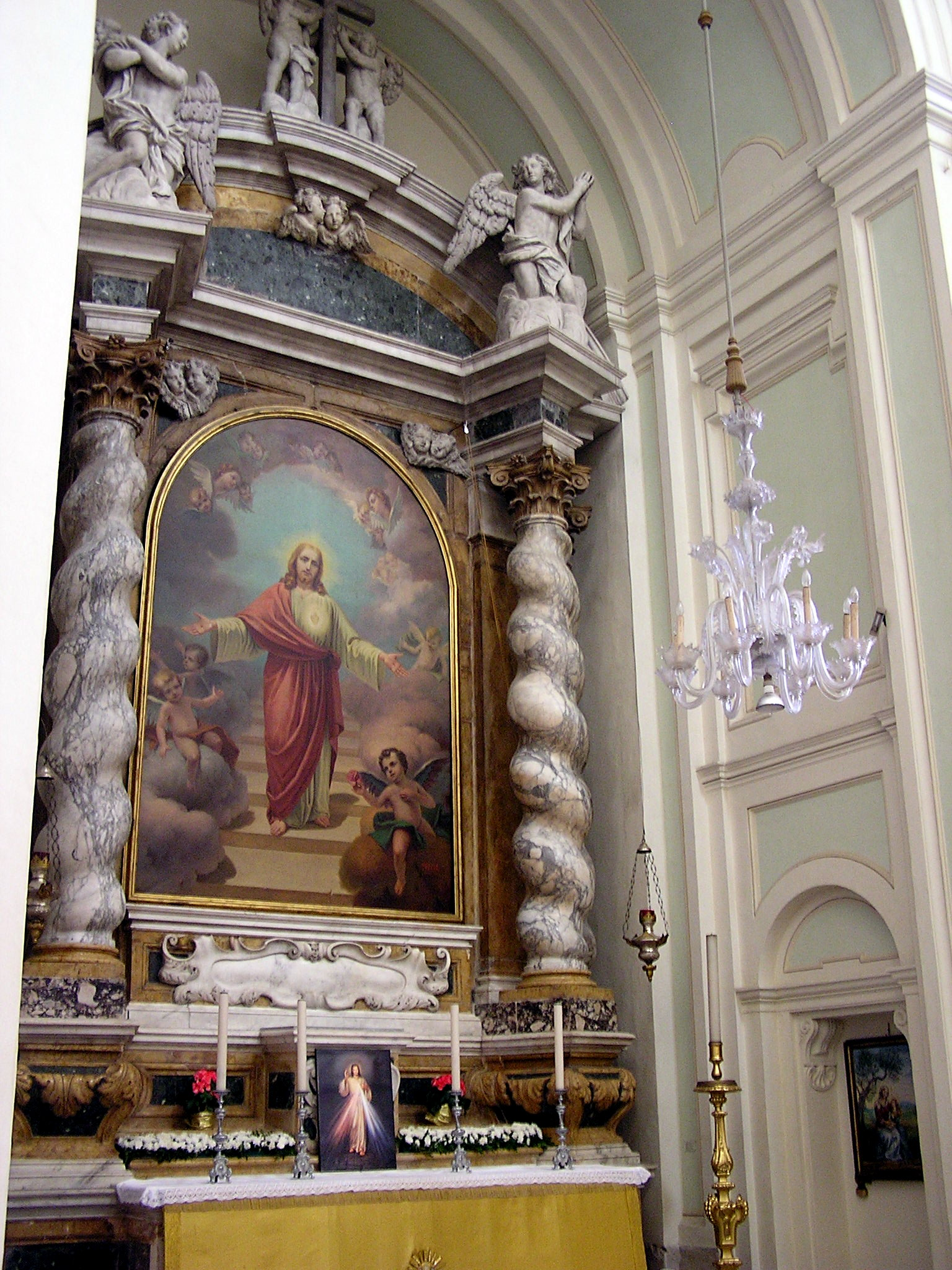
Cappella del Sacro Cuore, con Sacro Cuore di Gesù, di P. Milzani
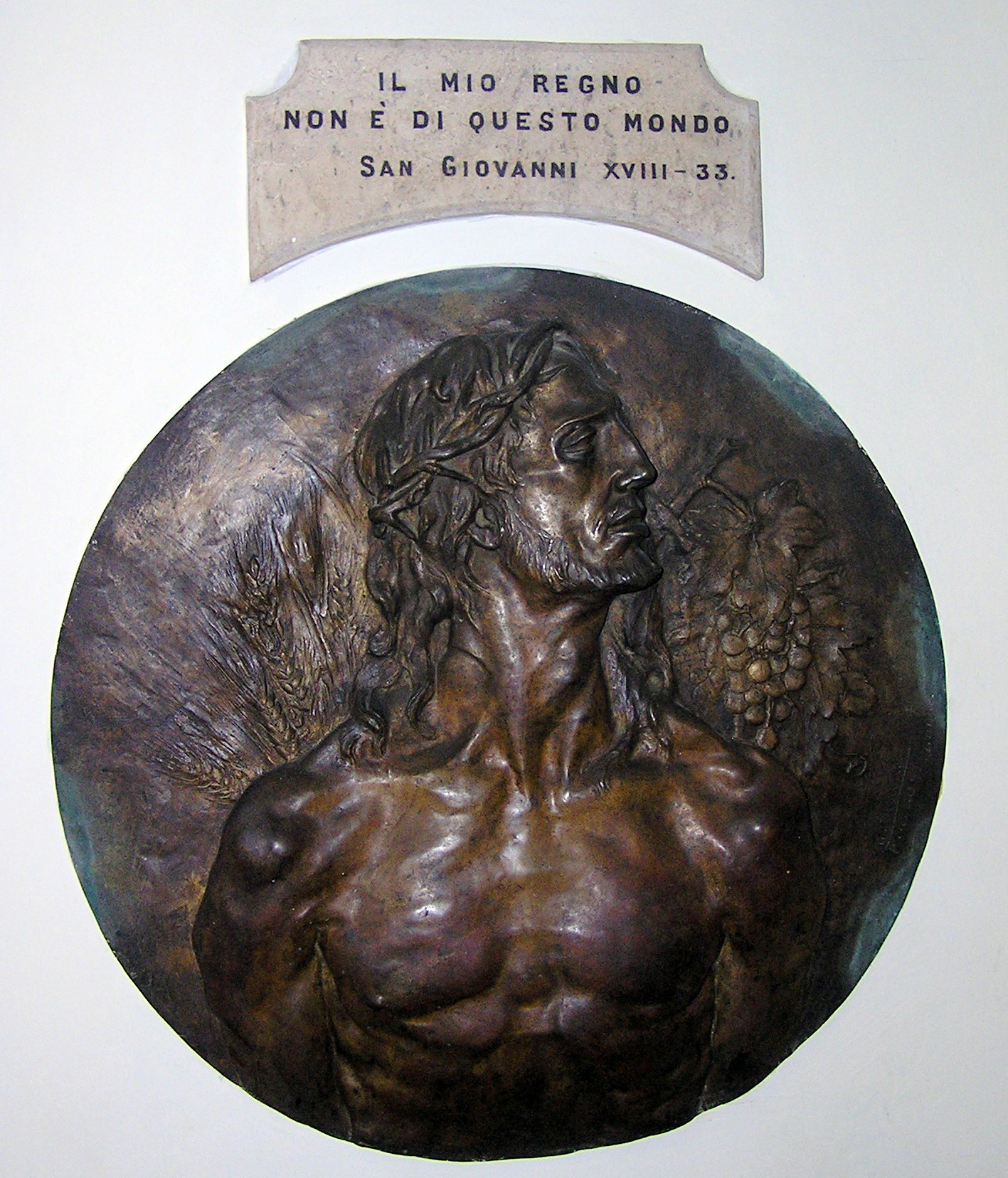
Il mio regno non è di questo mondo, di Filandro Castellani
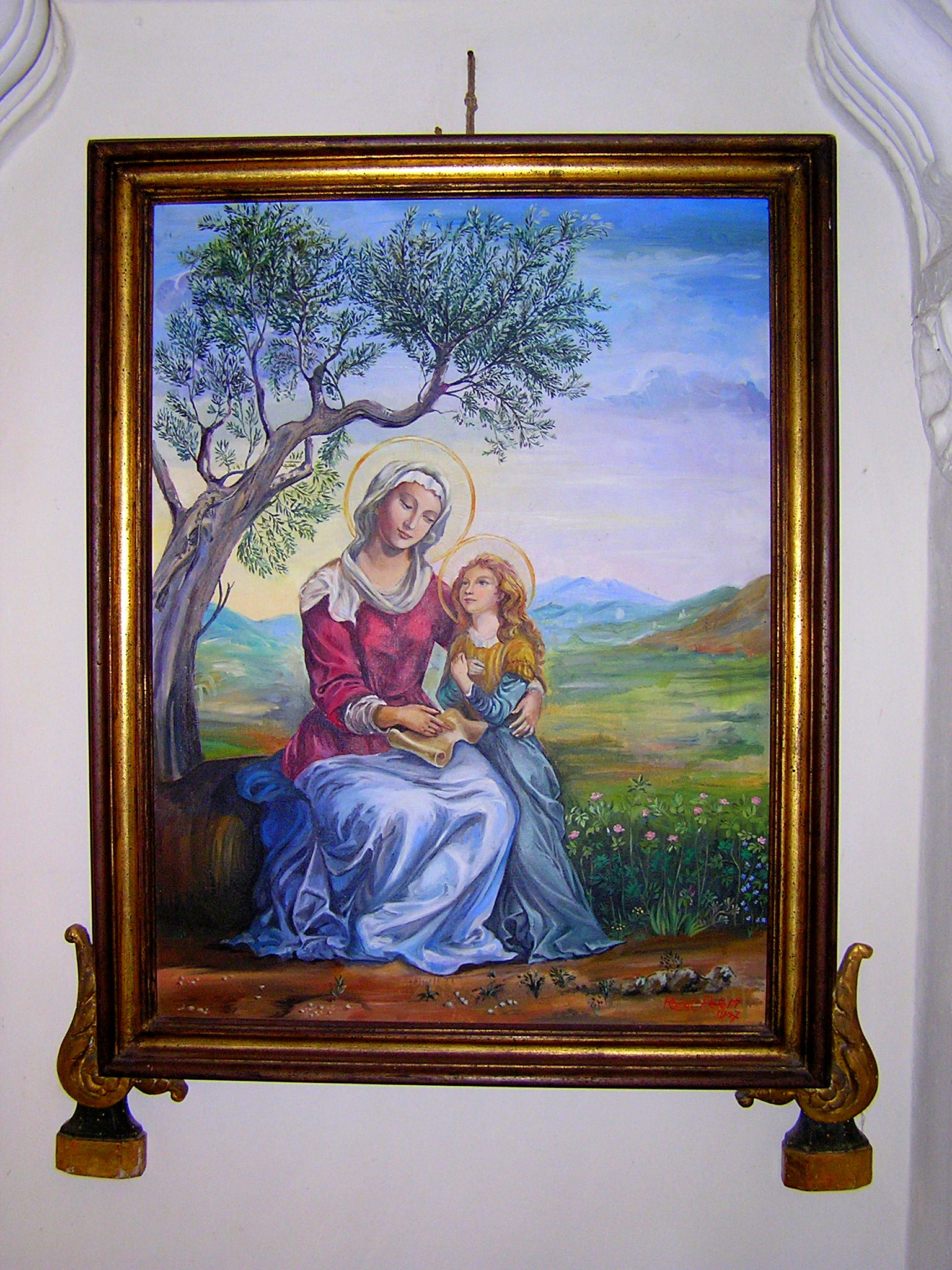
Sant'Anna e la Vergine fanciulla, di Raoul Petetti
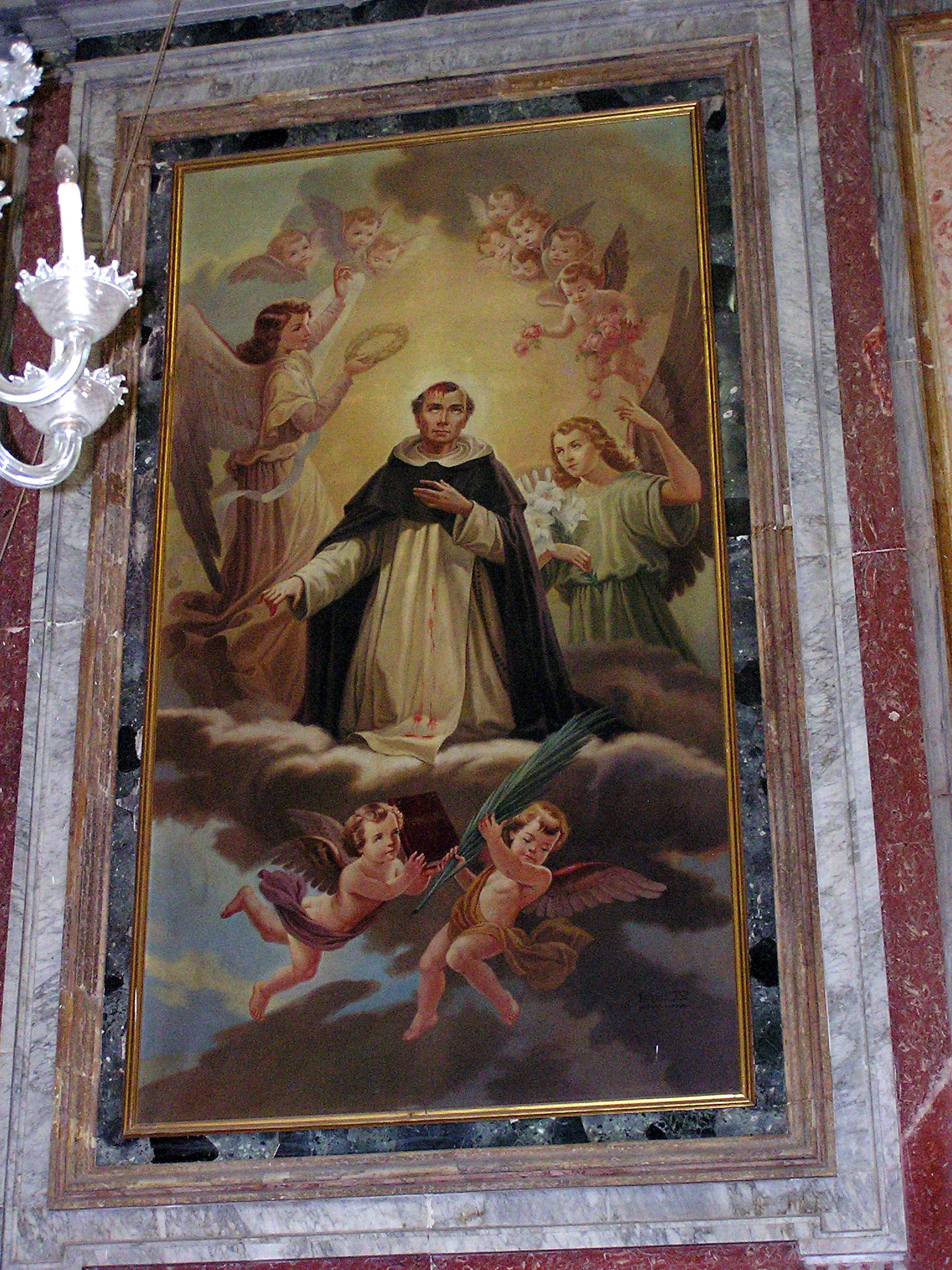
San Pietro martire, di Filippo Conti
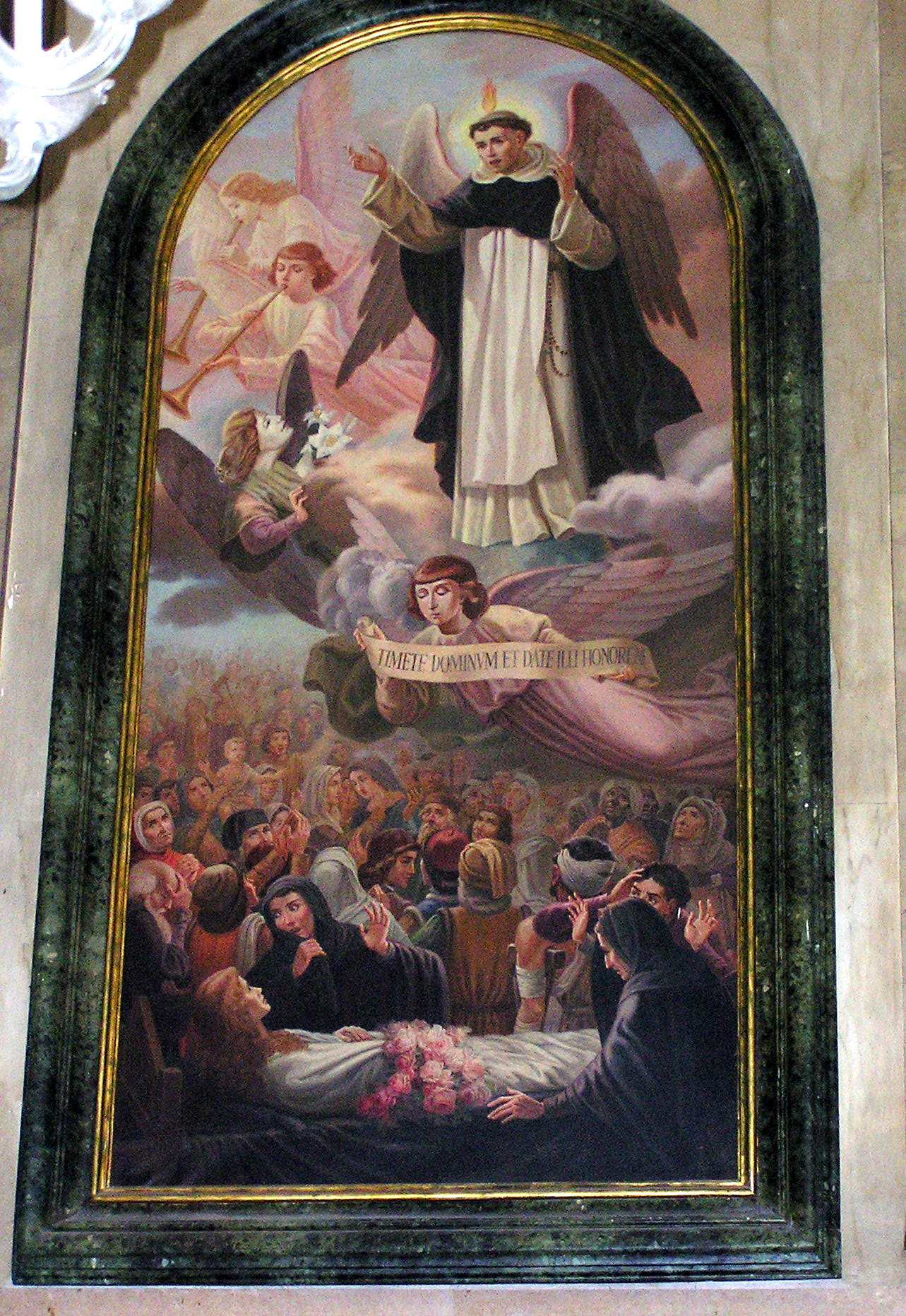
San Vincenzo Ferreri appare ad una fanciulla da lui resuscitata, di F. Conti
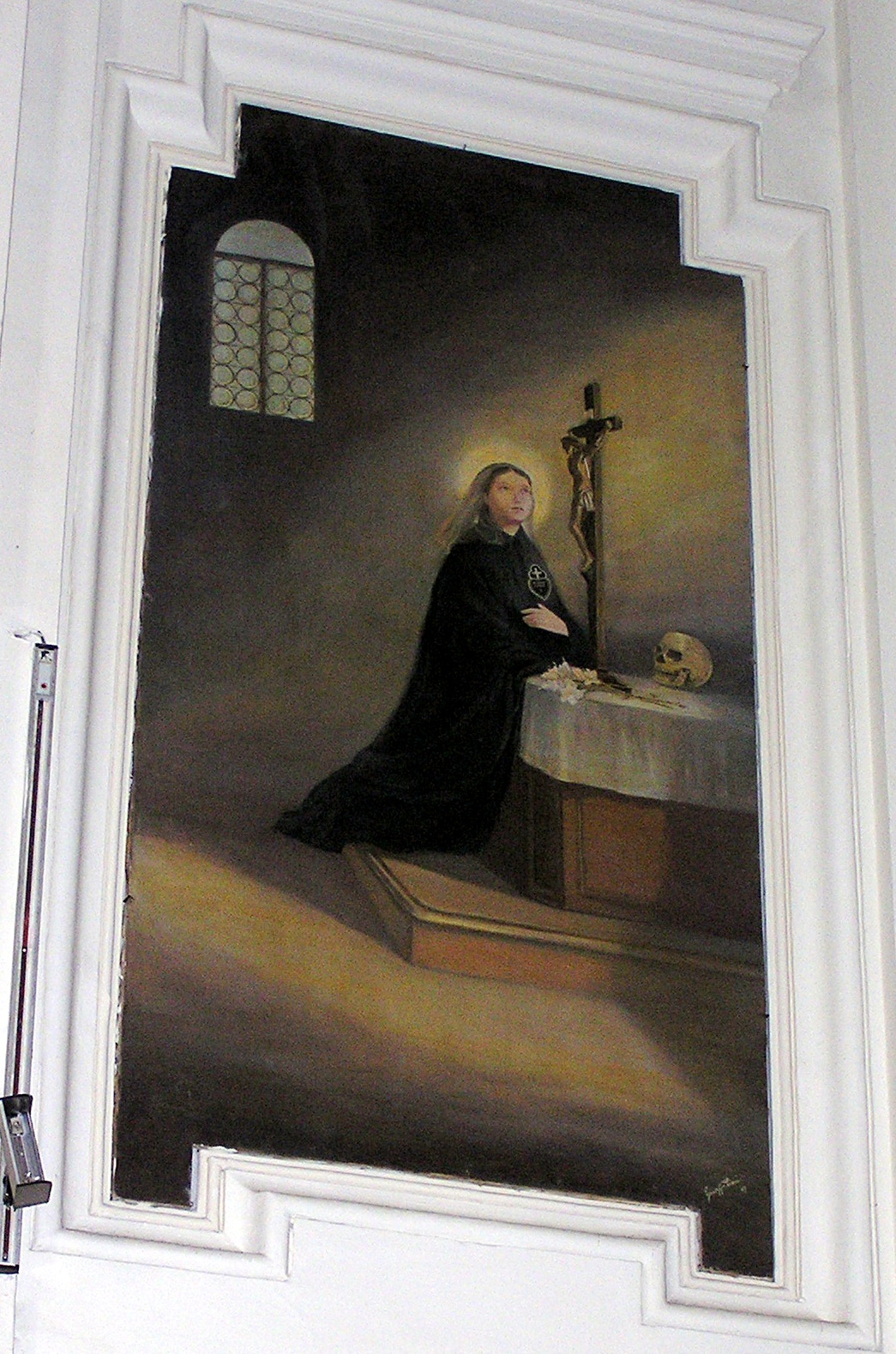
Santa Gemma Galgani, di Giuseppe Ciani
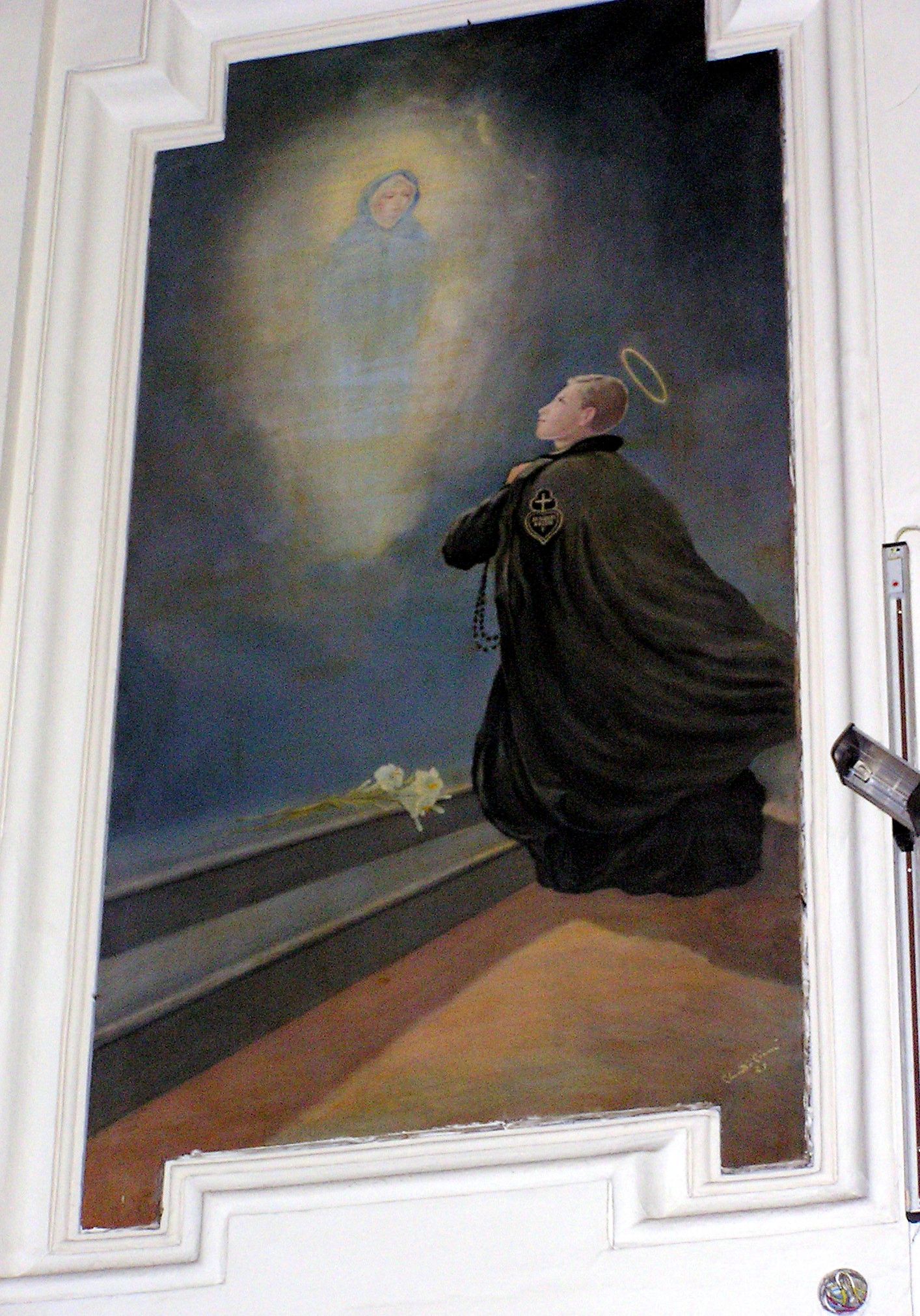
S. Gabriele dell'Addolorata, di Claudio Ciani

#### Galleria delle sculture sulle pareti

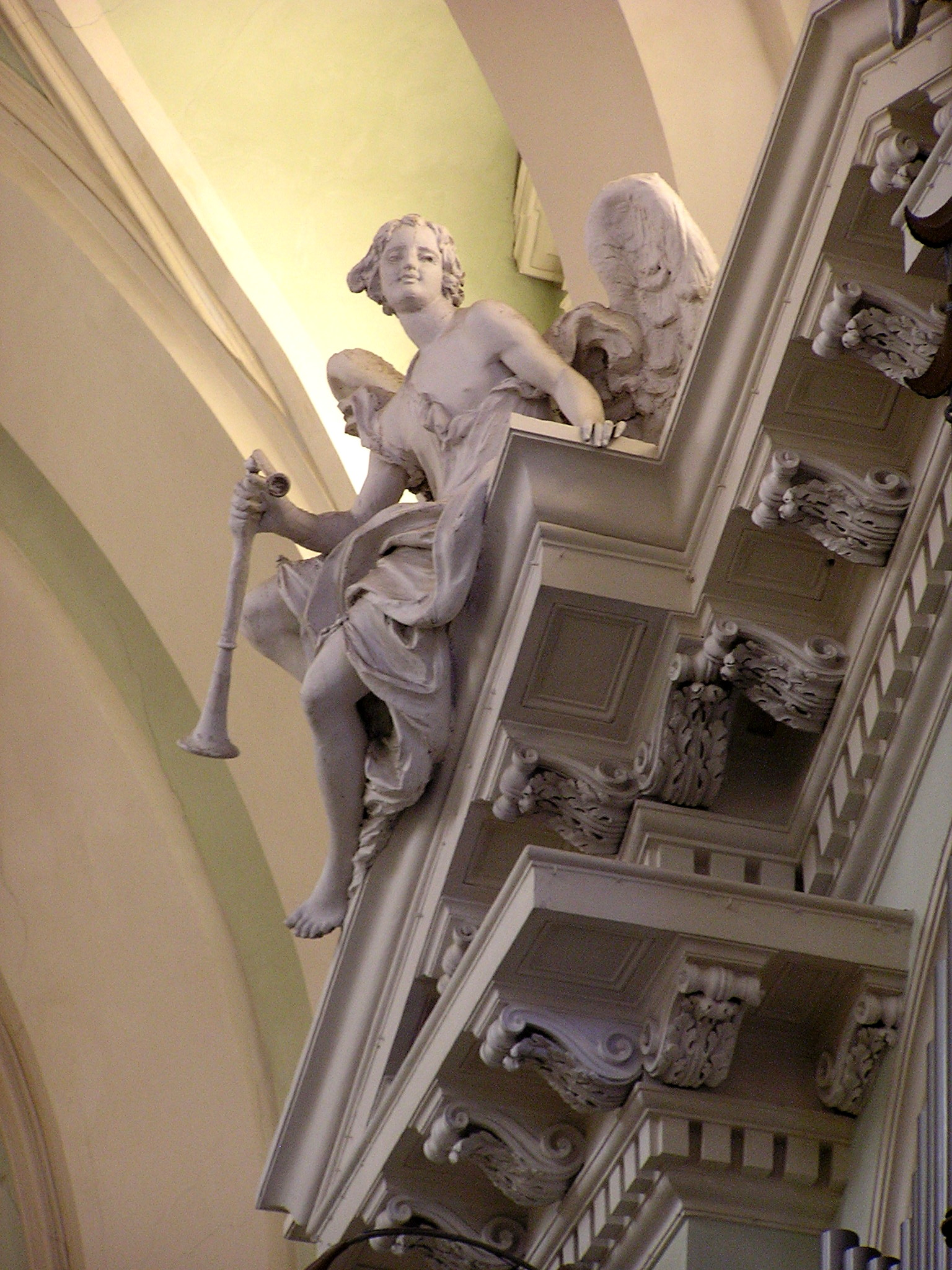
Angelo musicante, di Gioacchino Varlè
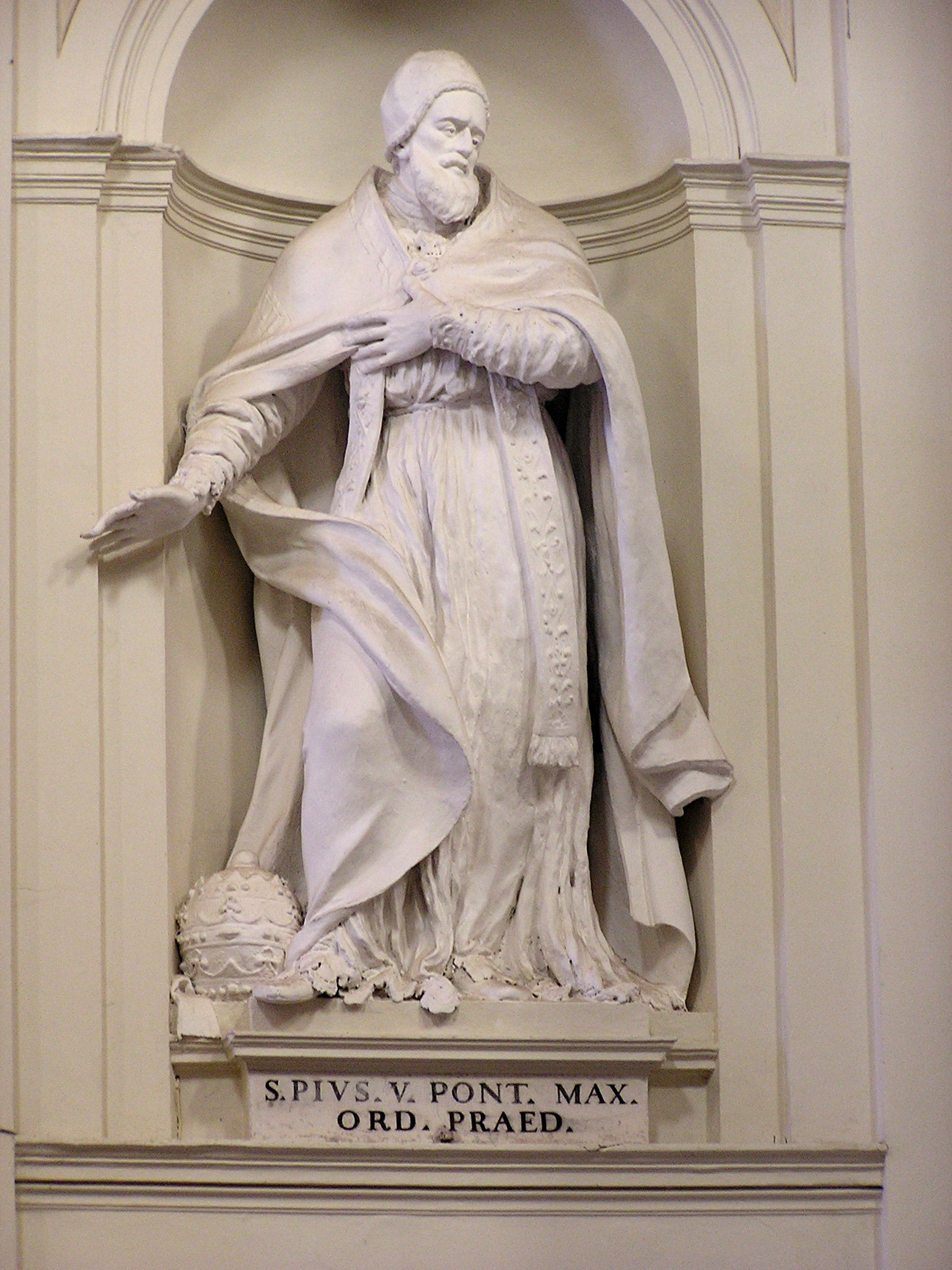
S. Pio V, di Gioacchino Varlè
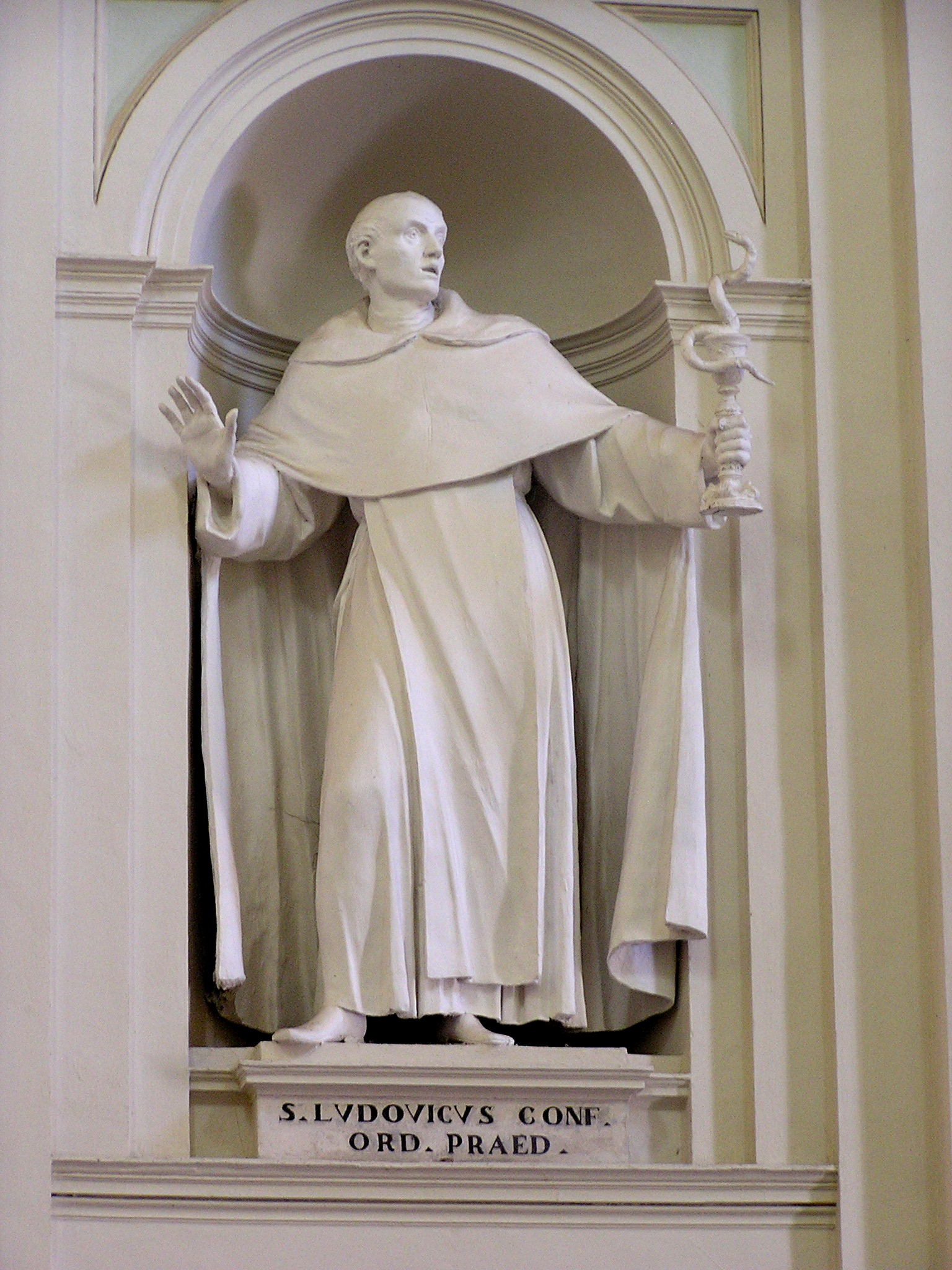
S. Ludovico, di Gioacchino Varlè
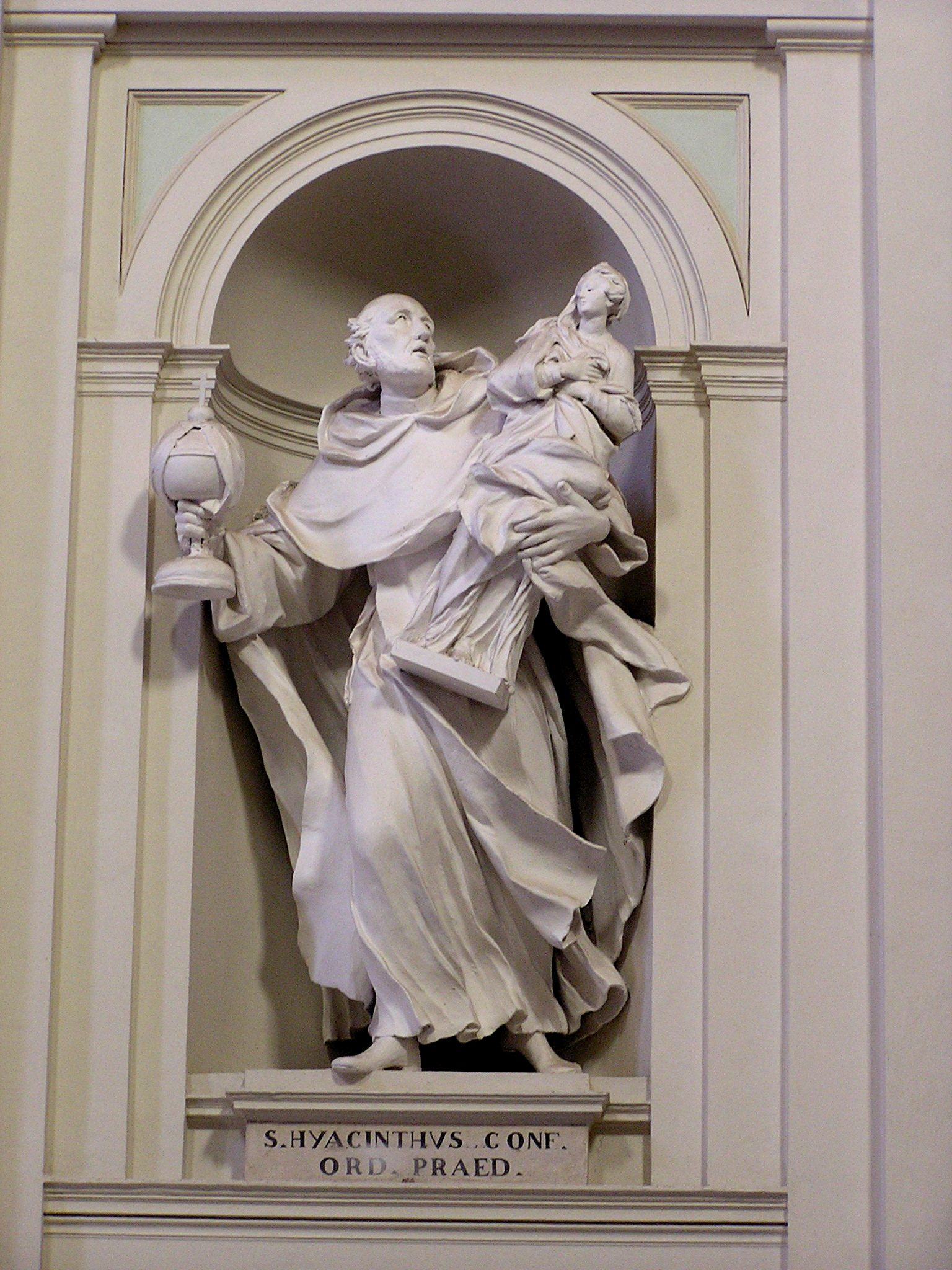
S. Giacinto, di Gioacchino Varlè
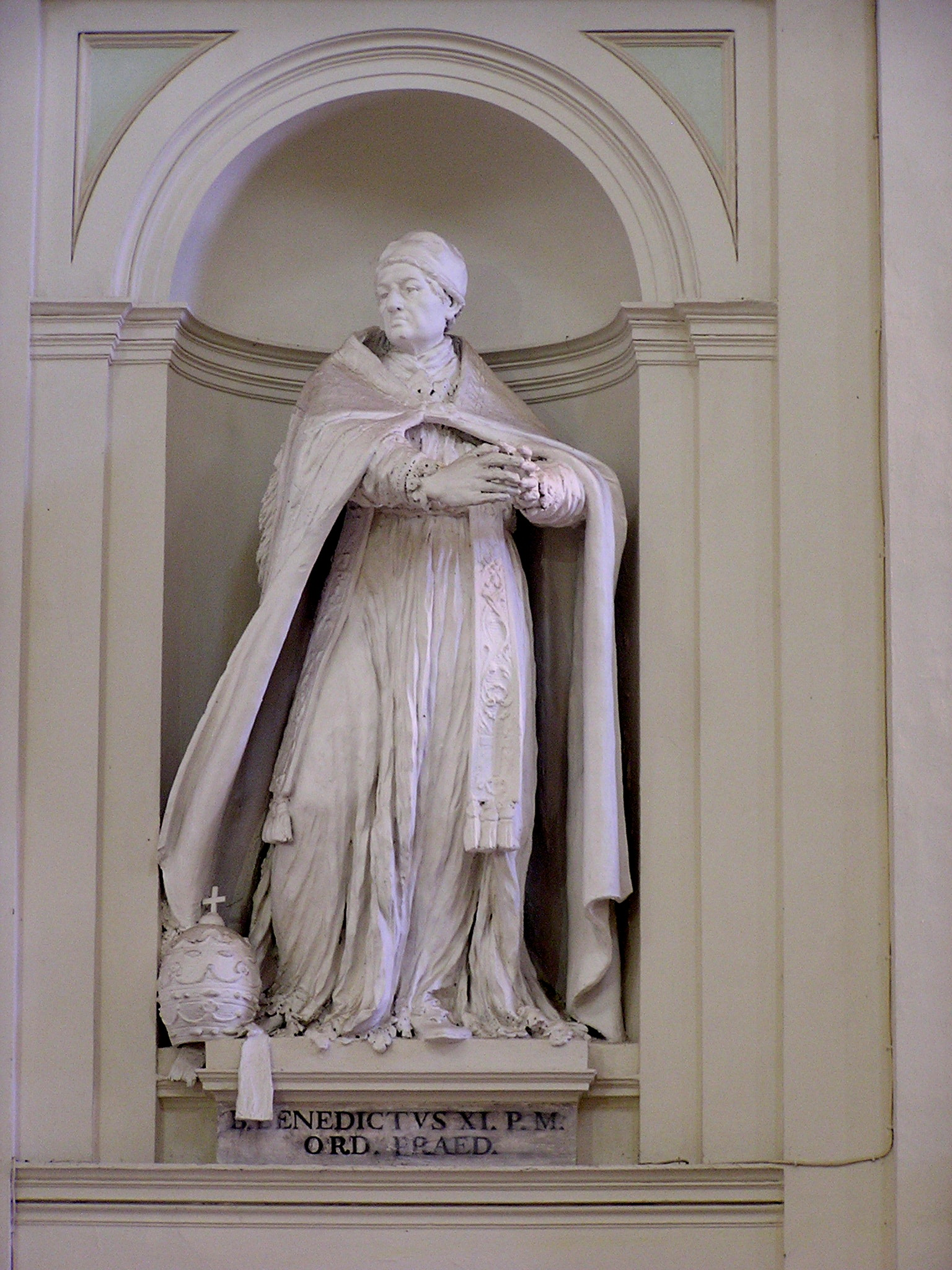
S. Benedetto, di Gioacchino Varlè
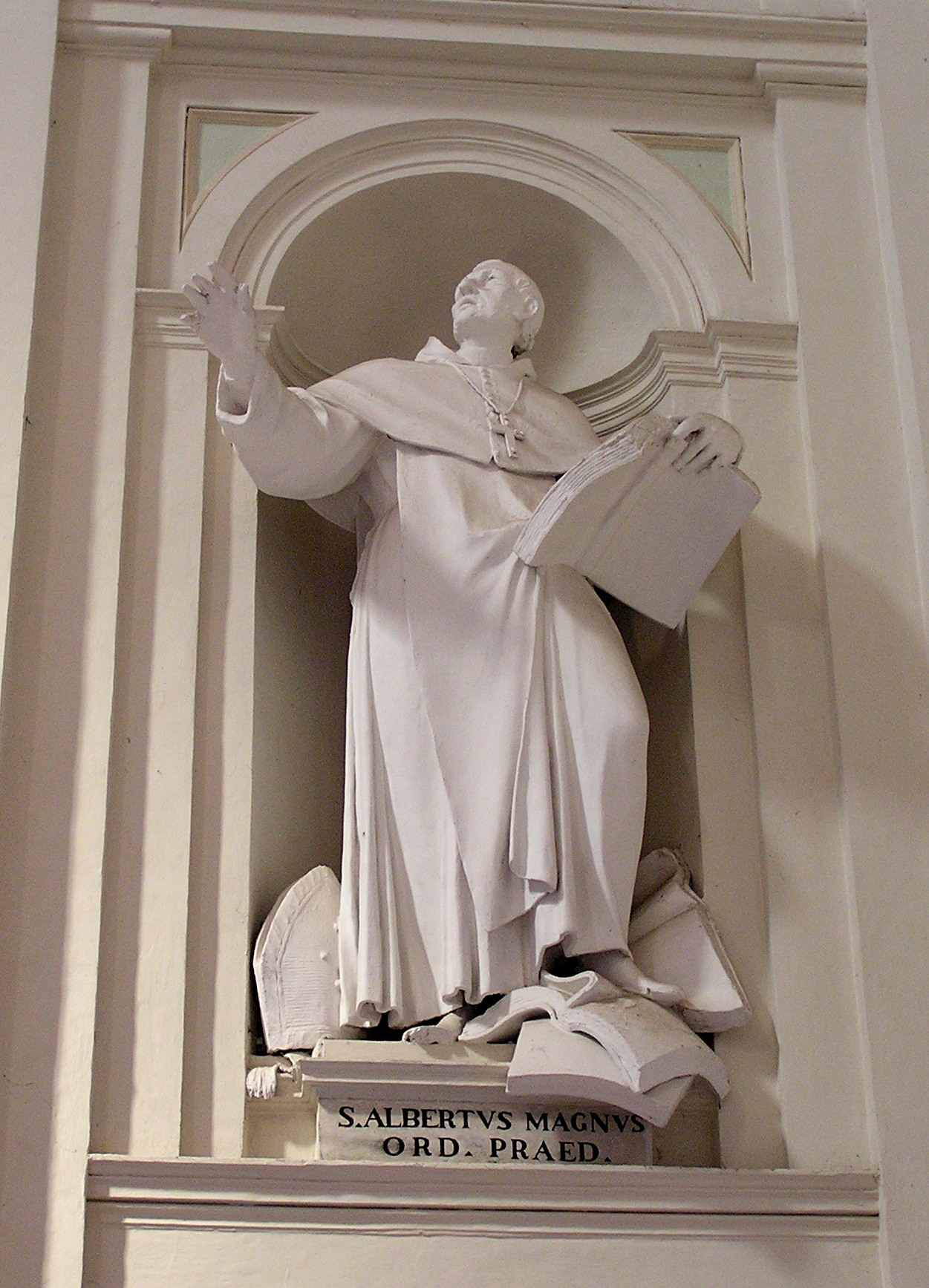
S. Alberto Magno, di Gioacchino Varlè
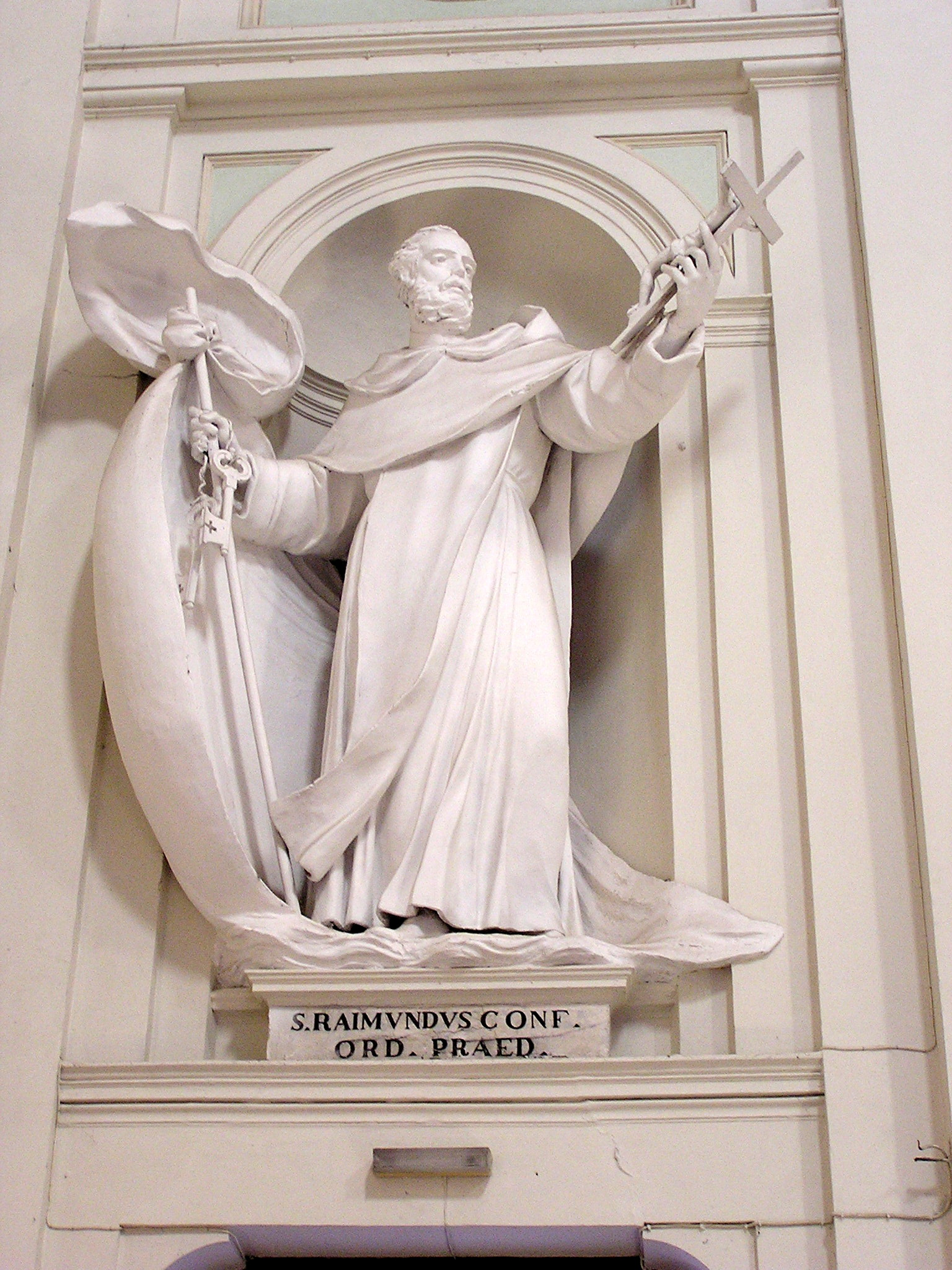
S. Raimondo, di Gioacchino Varlè
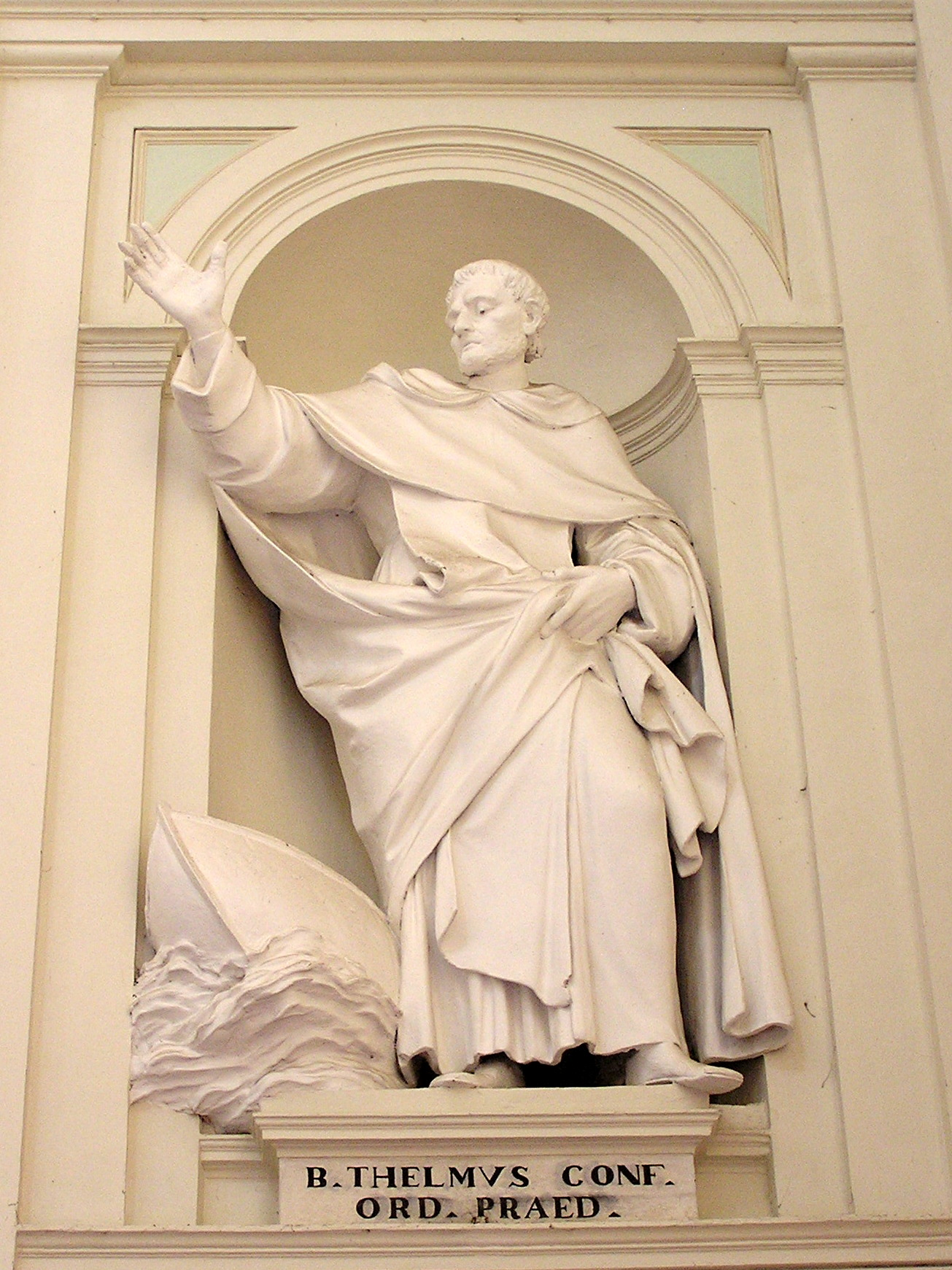
B. Telmo, di Gioacchino Varlè
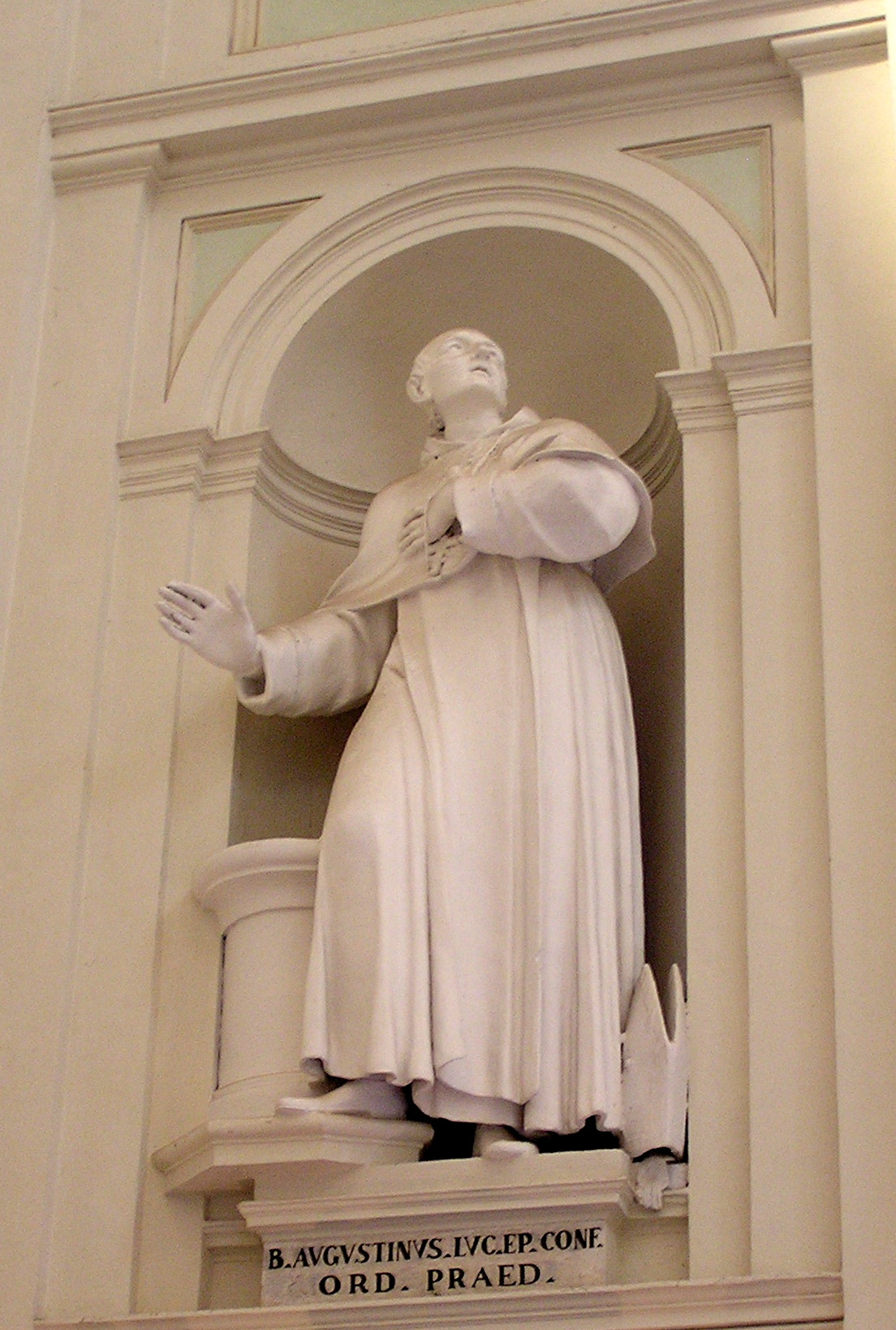
B. Agostino, di Gioacchino Varlè
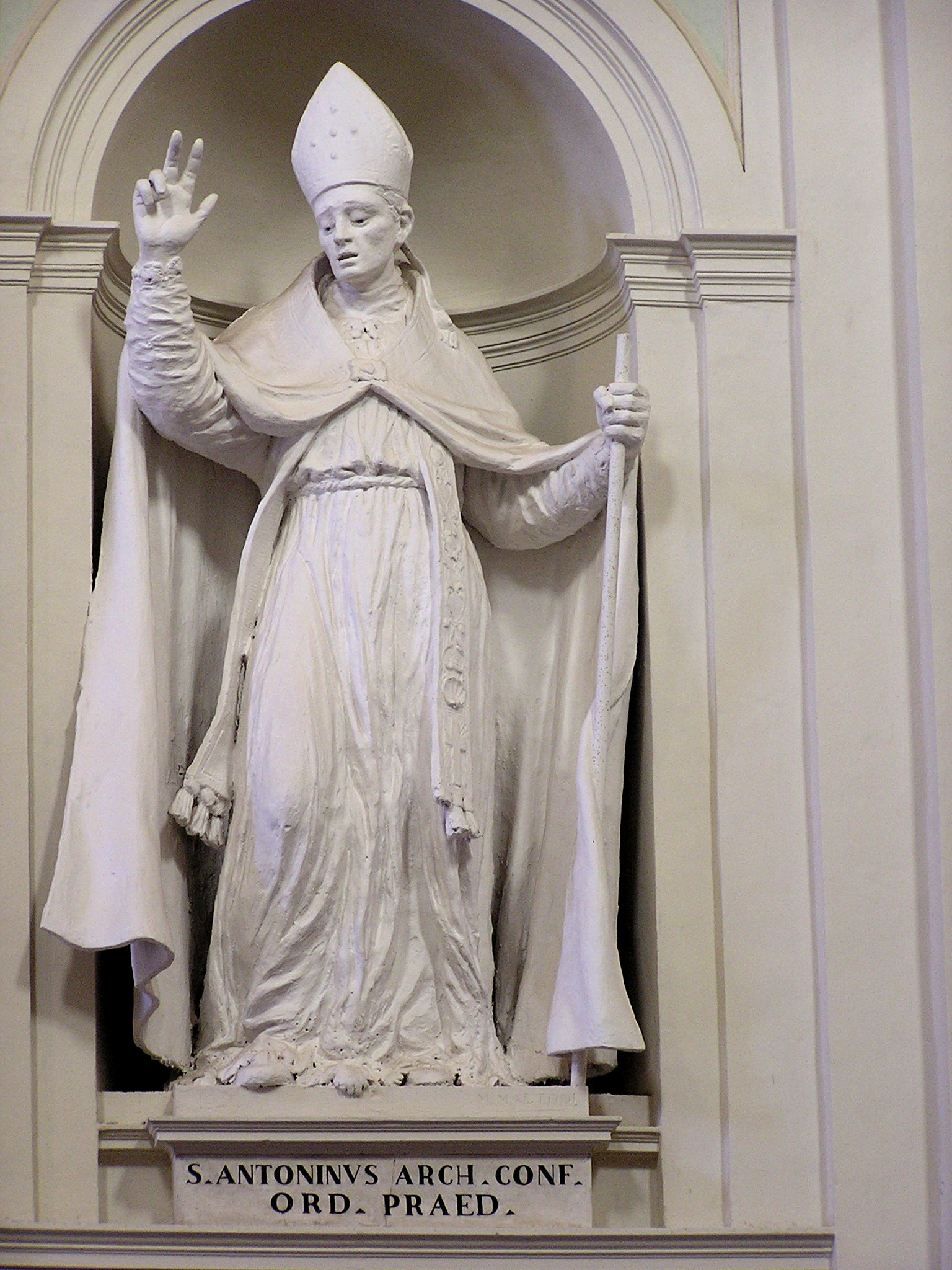
S. Antonino, di Mentore Maltoni
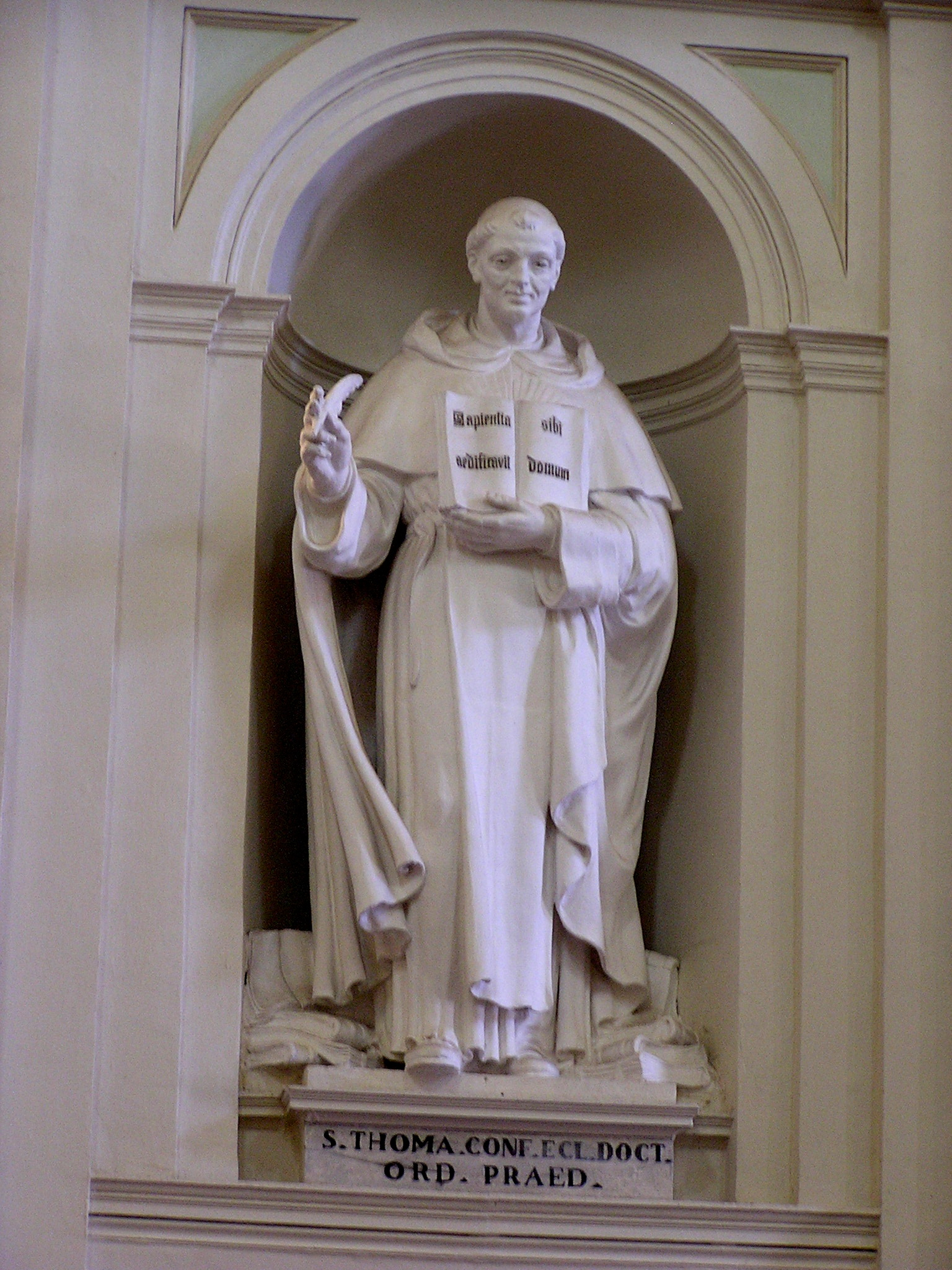
S. Tommaso d'Aquino, di Vittorio Morelli